# Sabinella
Genre
Synonymes
- Eulimoda Laseron, 1955[1]

Sabinella est un genre de mollusques gastéropodes au sein de la famille Eulimidae. Les espèces rangées dans ce genre sont marines et parasitent des échinodermes ; l'espèce type est Sabinella pachya.

## Distribution
Certaines espèces sont présentes en mer Méditerranée ; ainsi, ce sont des coquillages pêchés à proximité de Palerme qui ont permis au naturaliste italien Tommaso di Maria Allery Monterosato de mettre en place le genre.

## Liste d'espèces
Selon World Register of Marine Species (28 août 2017) :
- Sabinella bonifaciae (F. Nordsieck, 1974)
- Sabinella chathamensis Bartsch, 1917
- Sabinella cysticola (Koehler & Vaney, 1925)
- Sabinella infrapatula (Murdoch & Suter, 1906)
- Sabinella meridionalis Bartsch, 1917
- Sabinella munita (Hedley, 1903)
- Sabinella orbignyana (Hupé, 1860)
- Sabinella pachya (Dautzenberg & H. Fischer, 1896)
- Sabinella schoutanica (May, 1915)
- Sabinella shaskyi Warén, 1992
- Sabinella troglodytes (Thiele, 1925)